# Stubbe – Von Fall zu Fall: Stubbe und der Pferdestecher
Stubbe und der Pferdestecher ist ein deutscher Fernsehfilm von Christa Mühl aus dem Jahr 1996. Es handelt sich um den fünften Filmbeitrag der ZDF-Kriminalfilmreihe Stubbe – Von Fall zu Fall mit Wolfgang Stumph in der Titelrolle.

## Handlung
Vor dem Hamburger Hafenkrankenhaus wird spät in der Nacht ein schwer verletzter Mann aus einem Auto gestoßen und verstirbt dort nach kurzer Zeit. Kommissar Stubbe wird der Fall übertragen, den er allein übernehmen muss, weil sein Kollege Zimmermann auf einer Tagung ist. Er bittet seinen Vorgesetzten darum, Kommissaranwärter Klowe mit einbeziehen zu dürfen. Zunächst ist die Identität des Toten unklar. Stubbe erkennt an der Kleidung des Opfers, dass er ein Radfahrer gewesen sein dürfte, möglicherweise als Camper unterwegs gewesen war und in einen Autounfall verwickelt wurde. Die Ermittlungen führen in ein Dorf des Hamburger Hinterlands, wo gerade ein Pferdemörder für Unruhe sorgt, der seit geraumer Zeit in ganz Norddeutschland sein Unwesen treibt. Kay Klowe nimmt Kontakt zu dem dort ermittelnden Kommissar Stadler auf, da es durchaus einen Zusammenhang zu dem Hamburger Toten geben könnte. Klowe findet tatsächlich Hinweise, dass der Camper in dem Pferdedorf gewesen war, doch die Bewohner hüllen sich in Schweigen. Um hinter deren Geheimnis zu kommen, will sich Stubbe undercover bei der dort ansässigen Turnierreiterin Heidi Hopp einquartieren. Allerdings wollen auch Stubbes Frau Caroline und seine Tochter Christiane hier auf dem Gestüt ein paar Urlaubstage verbringen und reisen Wilfried hinterher. Dieser ist leicht genervt, als er den beiden vorgestellt wird und sich nichts anmerken lassen darf, um seinen verdeckten Einsatzes nicht zu gefährden. Bei seinem ersten Ausritt kommt er am Hof von Jan Franke vorbei, der ihm auffällig erscheint. Stubbe täuscht gesundheitliche Probleme vor, um an dem Hof pausieren und sich den Mann näher ansehen zu können.
Klowe und Kommissar Stadler gelingt es im Dorfteich das Fahrrad des Campers zu entdecken und in den Satteltaschen findet sich auch ein Ausweis, sodass das Opfer nun auch einen Namen hat. Eine Spur zum Täter haben die Ermittler damit aber noch immer nicht. Das ändert sich, als spät in der Nacht die Dorfbewohner auf den vermeintlichen Pferdestecher Jagd machen, der anscheinend wieder zugeschlagen hat und Pferde von einer Koppel auf die Straße getrieben hatte. Der Mob stellt Jan Franke und in dem ganzen Durcheinander wird Stubbe klar, wie der Camper zu Tode gekommen sein dürfte. So wie jetzt Franke verfolgt wurde, dürfte man vor kurzem den Camper für den Pferdestecher gehalten haben. Lackreste an der Kleidung des Opfers von einem roten Motorrad führen zu Uwe Ahlen, dem Sohn des Bürgermeisters. Dieser muss sich nun für den Tod das Campers verantworten, doch ist für das Dorf der Pferdemörder noch nicht gefunden. Dieser schlägt nun anscheinend erneut zu und tötet Hopps bestes Turnierpferd, das zu seiner Sicherheit inzwischen im Stall untergebracht worden war. So gelingt es ein Indiz zu finden, das tatsächlich auf Jan Franke verweist. Doch Stubbe ist sich nicht sicher, denn er weiß, aufgrund seiner Recherchen im Dorf, dass Franke mit der Frau des Tierarztes ein heimliches Verhältnis hat und dass das Pferd hoch versichert war. Tierarzt Schmude hätte somit ein Motiv seinem Nebenbuhler die Schuld abzuschieben. Bei einer Durchsuchung von Gestüt und Schudes Wagen, findet sich tatsächlich das Tatwerkzeug. Stubbe stellt Schmude und Heidrun Hopp zur Rede und so wird klar, dass beide die Tat seit längerem geplant hatten, um sie dem Pferderipper (der nie in ihrem Dorf war) zuzuschieben und die hohe Versicherung für das Pferd zu erhalten. Für Hopp war das Tier eine Fehlinvestition, weil es auf Turnieren nie die gewünschte Leistung erzielt hatte. Auch als Zuchthengst war er nicht verwendbar, weil er aufgrund einer zu massiven Cortisonbehandlung des Tierarztes unfruchtbar geworden war.

## Hintergrund
Der Film wurde in Hamburg und Umgebung gedreht und am 2. November 1996 um 20:15 Uhr im ZDF erstausgestrahlt. Er erschien unter dem Titel Stubbe – Von Fall zu Fall/Folge 1–10 mit neun weiteren Fällen auf DVD.

## Kritik
Für die Kritiker der Fernsehzeitschrift TV Spielfilm war Stubbe und der Pferdestecher eine „nette Provinzposse im ‚Karniggels‘-Stil“, und sie vergaben dem fünften Stubbe-Fall eine mittlere Wertung, indem sie mit dem Daumen zur Seite zeigten.